# Astragalus doabensis
Astragalus doabensis es una especie de planta del género Astragalus, de la familia de las leguminosas, orden Fabales.

## Distribución
Astragalus doabensis se distribuye por Afganistán.

## Taxonomía
Fue descrita científicamente por Podlech. Fue publicado en Sendtnera 7: 183 (2001).